# فدراسیون سوارکاری ارمنستان
فدراسیون سوارکاری جمهوری ارمنستان (ارمنی: Հայաստանի ձիասպորտի ֆեդերացիա) که با نام فدراسیون سوارکاری ارمنستان نیز شناخته می‌شود، نهاد تنظیم‌کننده ورزش اسب‌سواری در ارمنستان می‌باشد که توسط کمیته المپیک ارمنستان اداره می‌شود و مقر آن در شهر ایروان واقع شده است.

## تاریخچه
این فدراسیون در سال ۱۹۵۳ میلادی تأسیس شد و ریاست فعلی آن را هایراپت هایراپتیان برعهده دارد. این فدراسیون عضو کامل فدراسیون بین‌المللی سوارکاری می‌باشد.
سوارکاران ارمنستانی در مسابقات قهرمانی در سطوح مختلف اروپایی و بین‌المللی از جمله در مسابقات قهرمانی جهانی و بازی‌های المپیک تابستانی شرکت می‌کنند.
در ۱۹ سپتامبر ۲۰۱۲، این فدراسیون طی مراسمی در مرکز سوارکاری هویک هایراپتیان قرارداد همکاری با شرکت سوارکاری PMU فرانسوی امضا کرد. فدراسیون بر هیپودروم اسب‌دوانی در مرکز سوارکاری هویک هایراپتیان نظارت دارد.